# Campeonato Alemán de Fútbol 1959
El Campeonato Alemán de Fútbol 1959 fue la 49.ª edición de la máxima competición futbolística de Alemania Federal.

## Grupo 1
|    | Equipo              | PJ | PG | PE | PP | GF | GC | Pts |
| -- | ------------------- | -- | -- | -- | -- | -- | -- | --- |
| 1. | Eintracht Fráncfort | 6  | 6  | 0  | 0  | 26 | 11 | 12  |
| 2. | Colonia             | 6  | 2  | 1  | 3  | 10 | 14 | 5   |
| 3. | FK Pirmasens        | 6  | 2  | 1  | 3  | 16 | 18 | 4   |
| 4. | Werder Bremen       | 6  | 1  | 1  | 4  | 12 | 21 | 3   |

## Grupo 2
|    | Equipo            | PJ | PG | PE | PP | GF | GC | Pts |
| -- | ----------------- | -- | -- | -- | -- | -- | -- | --- |
| 1. | Kickers Offenbach | 6  | 4  | 1  | 1  | 14 | 9  | 9   |
| 2. | Hamburgo          | 6  | 4  | 0  | 2  | 13 | 8  | 8   |
| 3. | Westfalia Herne   | 6  | 2  | 0  | 4  | 8  | 13 | 4   |
| 4. | Tasmania Berlin   | 6  | 1  | 1  | 4  | 6  | 11 | 3   |

## Final
| Eintracht Fráncfort | 5 – 3 t.s. | Kickers Offenbach |

Eintracht Fráncfort clasifica a la Copa de Campeones de Europa 1959-60.
|                                       |
| Campeón Eintracht Fráncfort 1° título |